# 犬鰺
犬鰺（学名：Caranx caninus），为輻鰭魚綱鱸形目鱸亞目鰺科鰺屬下的一个种。

## 分類及命名
本種首先由英國動物學家AlbertGünther在1867年基於取自巴拿馬的標本進行了科學描述，該標本被指定為模式種。他將這種物種命名為Caranx caninus，具體的拉丁文加詞意思是「似狗的」。除了與Caranx hippos可能具有同種性的分歧之外，分類學一直非常穩定，沒有一個獨立的重新描述和命名。

## 分布
本魚分布於東太平洋區，從美國加利福尼亞州聖地牙哥至秘魯海域，包括加拉巴哥群島、馬爾佩羅群島、科科斯群島和Revillagigedo群島，深度1-350公尺。

## 特徵

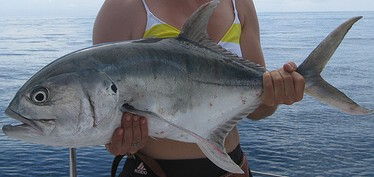
在加利福尼亞灣被釣獲的犬鰺

本魚是一種相對較大的魚，長度最大為101.6公分，重量為19.7公斤。具有中等深度和壓縮的橢圓形體，背側輪廓比腹側輪廓更凸，特別是在前面。背鰭有兩個，背鰭硬棘8枚、背鰭軟條19-21枚，臀鰭硬棘2枚，臀鰭軟條16-17枚。胸鰭是鐮刀狀，由19到21個軟條組成，而尾鰭則是叉形。側線明顯，在前部呈中度拱形，在該部分中有58至79個鱗片，而直線部分不包含至7個鱗片和34至43個強大的盾鱗。具有發育良好的脂肪眼瞼，而其牙列由外排寬間隔的犬齒和上頜中的絨毛狀內齒帶組成，下頜上有一排寬間隔的錐形牙齒，21到27個鰓耙和24個椎骨。背部藍綠色到藍黑色，在腹部褪色成銀白色或金色，幼魚通常顏色較淺，兩側也有五個深色豎條。除了臀鰭和下尾鰭葉外，鰭都是白色的暗鰭，它們是白色到棕橙色，尾柄的腹面也是這種顏色。

## 生態
本魚主要棲息在沿海水域，喜歡沙質和岩石底質的海灣、潟湖、河口和港口，成群活動或單獨活動，對鹽分的變化具有較高的容忍性。個體開始達到性成熟，雄性為67公分，雌性為65公分，全年都會繁殖，不過，產卵活動達到頂峰因地區而異，哥倫比亞的高峰報告為1月至2月和8月，墨西哥則報告為5月和11月。

## 經濟利用
本魚在其分布的區域具有高度商業性價值，由於許多中美洲漁業沒有保留物種的詳細漁獲量統計數據，因此無法估算年度總捕撈量。通常採用各種方法捕獲，包括拖網，圍欄和固定網，以及鉤線法。它在市場上出售，包括新鮮，冷凍，熏制，醃製或乾燥，也可用作魚粉和油的來源。